# Serra de l'Alari
La Serra de l'Alari és una serra situada entre els municipis de Poboleda i Porrera a la comarca del Priorat, amb una elevació màxima de 746 metres.